# Кестенлик
Кестенлик (на турски: Kestanelik) е село в Източна Тракия, Турция, Вилает Истанбул.

## География
Селото се намира на 13 км северно от Чаталджа.

## История
По време на Чаталджанската операция, през Балканската война в Кестенлик са разположени части на Трета българска армия.

## Личности
Починали в Кестенлик
- Виктор Гут Фридрих, български военен деец, подпоручик, загинал през Балканската война на 4 ноември 1912 година[2]
- Георги Йончев, български военен деец, подпоручик, загинал през Балканската война на 4 ноември 1912 година[3]
- Димитър Момчилов, български военен деец, подпоручик, загинал през Балканската война на 4 ноември 1912 година[4]
- Димитър Савов, български военен деец, подпоручик, загинал през Балканската война на 4 ноември 1912 година[5]
- Никола Алексиев, български военен деец, подпоручик, загинал през Балканската война на 4 ноември 1912 година[6]
- Стефан Иванов Ковачев, български военен деец, подпоручик, загинал през Балканската война на 4 ноември 1912 година[7]
- Стефан Попов, български военен деец, поручик, загинал през Балканската война на 4 ноември 1912 година[8]
- Христо Иванов Куцаров, български военен деец, подпоручик, загинал през Балканската война на 4 ноември 1912 година[9]
- Христо Тотев Христов, български военен деец, подпоручик, загинал през Балканската война на 4 ноември 1912 година[10]